# Фортеця Нямц

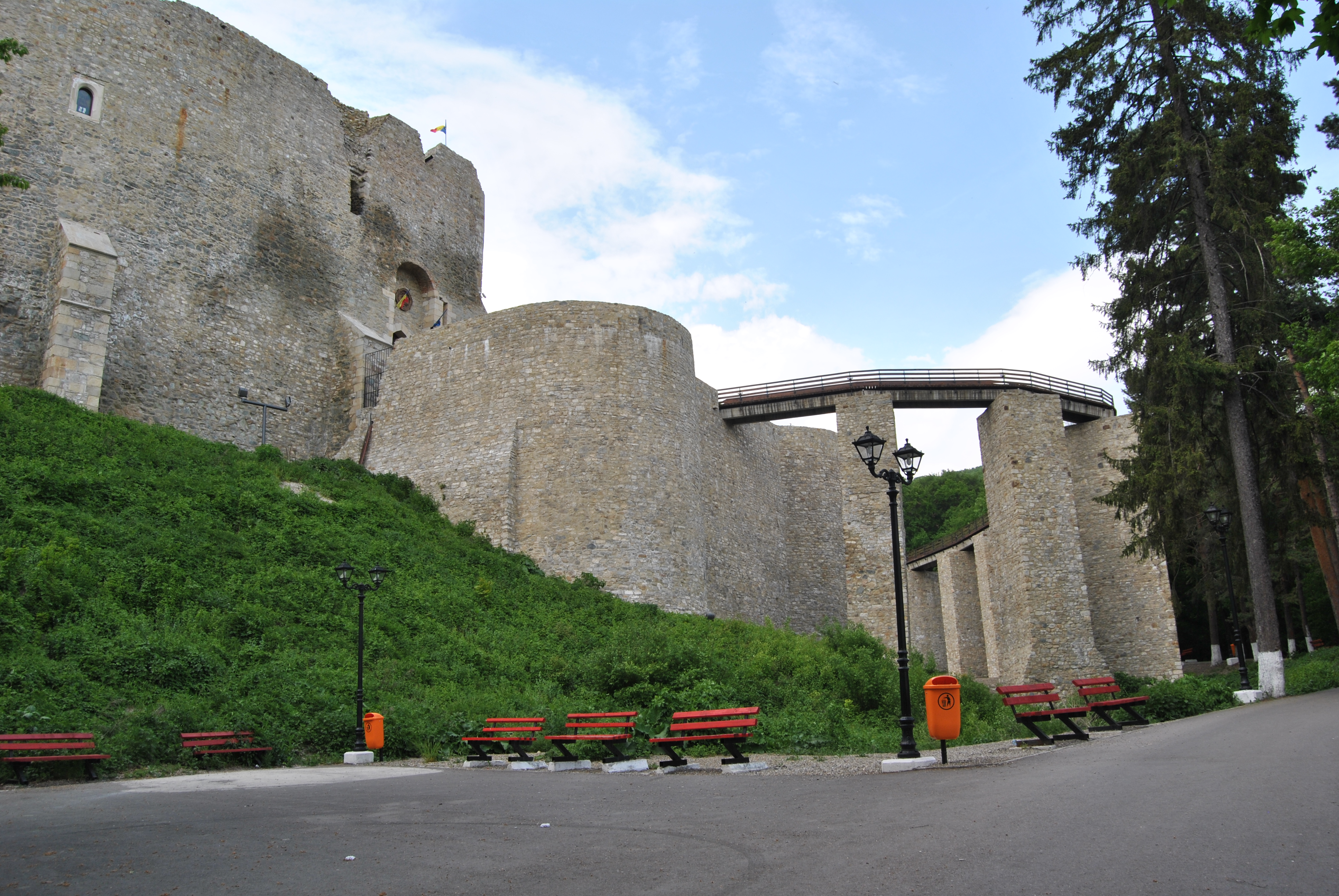
Зовнішній вигляд під мурами фортеці

Фортеця Нямц (рум. Cetatea Neamț or Cetatea Neamțului) — середньовічна фортеця в Румунії, в історичній області Молдова. Була побудована в 14-му столітті під час правління молдовського господаря Петра I Мушата і розширена в 15 столітті. Цитадель зіграла ключову роль в системі оборони Штефана III Великого, поруч з Сучавою, Хотином, Сороками, Орхеєм, Тигинею, Кілією і Цетатя Алба .

## Розташування
Фортеця розташована в північно-східній частині повіту Нямц, недалеко від міста П'ятра-Нямц (на відстані 46 км), на околиці міста Тиргу-Нямц. Нямецька фортеця є одним з основних середньовічних пам'яток Молдови, перебуваючи недалеко від найвищого піку Лисої гори. Колись фортеця Нямц охороняла долини Молдови та Сірету, а також шлях до Трансільванії.

## Історія

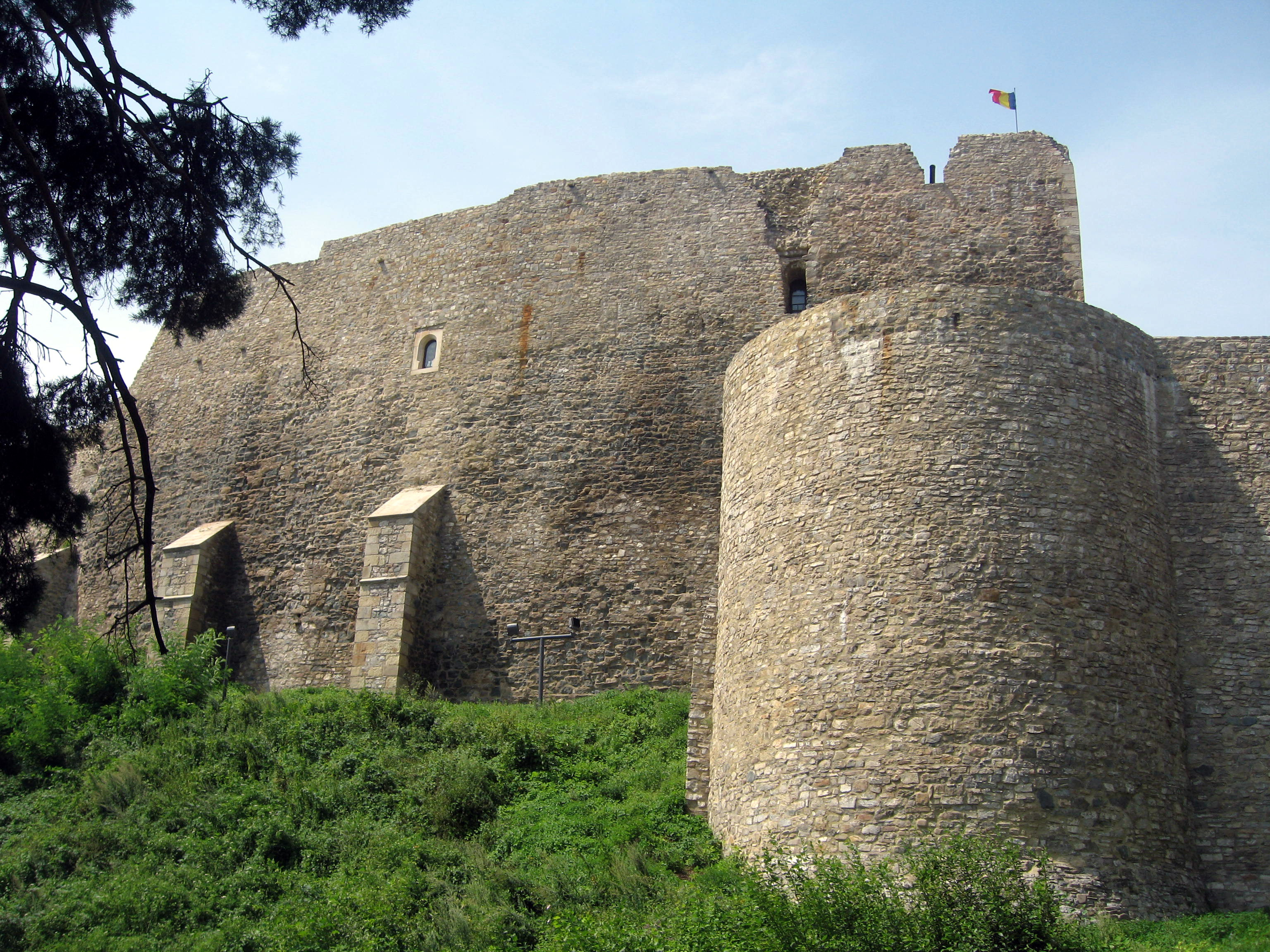
Східна стіна фортеці і руїни бастіону побудованого Штефаном Великим

Відсутність достовірної інформації про походження Фортеці Нямц призвело до кількох гіпотез, чия надійність часто ставиться під сумнів. Ряд істориків і філологів, як Александру Ксенопол, Богдан Гашдеу, Д. Ончул вважали, що відповідно до папської булли 1232 року — тевтонські лицарі Барса побудували між 1211—1225 роками на східному схилі Карпат castrum muntissimum, який пізніше був ідентифікований як цитадель Німецька (Тевтонська або Саксонська), гіпотеза була взята багатьма румунськими істориками.
Проте Нямецька фортеця є молдавським творінням, зведеним в кінці XIV століття господарем Петром I Мушатом (1374—1391). Археологічні розкопки виявили матеріальні сліди кінця XIV століття і срібні монети часів Петра I. Створення Молдавської держави в 1359 році, зростання централізованої влади і економічний розвиток були ключовими факторами при побудові кам'яних укріплень для забезпечення контролю над дорогами і прикордонними пунктами, і покликаними стати оборонними центрами в випадку війни. Оборонна система держави, що була розроблена Петром I Мушат, включала щонайменше три фортеці (Нямц, Сучава та Шкея). Перша згадка про фортеці Молдови зроблено господарем в зверненні до короля Польщі в 1387 році, але перша згадка про фортецю Нямц датується 1395 роком.
Історія Нямецької фортеці тісно пов'язана з бурхливим минулим країни. За шість століть існування тільки одного разу вона відкрила свої ворота без бою — перед Міхаєм Хоробрим.
У 1395 році, під час правління Штефана Мушата, фортеця відбила атаку військ угорського короля Сигізмунда Люксембурзького. У 1476 році, під час правління Штефана Великого, вона вистояла перед натиском 200-тисячної армії Мехмеда II, завойовника Константинополя. Турки відступили, а фортеця була врятована безстрашним пиркелабом Арбором, який керував фортецею і областю з 1471 року.
Після славного періоду правління Штефана Великого фортеця Нямц продовжує відігравати важливу роль в оборонній системі Молдови.
В кінці першого правління Петра Рареша (1538) країна була окупована турками без бою, в результаті зради частини бояр, і роль фортеці знизилася дуже істотно. Для того щоб зломити опір країни, турки зажадали від Олександра Лепушняну під час його другого правління (1564—1568) зруйнувати фортецю, і цей факт згадується в Літописі Землі Молдавської: «… Так що Олександр, слухаючись слів султана, наповнив все фортеці дровами, підпалив їх, і вони згоріли і зруйнувалися».
Єремія Мовіле відновив Нямецьку фортецю, яка, мабуть, не отримала ніяких серйозних пошкоджень, і розташував тут військовий гарнізон. Під час правління Василя Лупу (1634—1653) фортеця була посилена. Щоб обдурити пильність Османської Порти, він заснував в фортеці монастир під керуванням монастиря Секу.
Господар облаштував фортецю, щоб, в разі необхідності, вона стала безпечним притулком для його родини і майна. У 1650 році, коли Молдова була розграбована татарами, Василь Лупу зі своєю сім'єю та іншими боярами сховалися у фортеці Нямц.
Між 1662 і 1672 роками, під час правління Істрате Добіжі, в фортеці розташовувався монетний двір, де карбувалися мідні гроші. Археологічні розкопки виявили мідні монети і шматки маркованого металу. До 1673 року фортецЯ було окупована польсько-німецьким гарнізоном, який був розігнаний Думитрашку Кантакузіно (1674—1675). За наказом Османської Порти фортеця була закинута, але не зруйнована. У 1686 році в фортеці спробувала сховатися княжна Роксандра, дочка Василя Лупу, вдова козацького гетьмана Тиміша Хмельницького, але вона була пограбована і вбита у воріт фортеці бандою розбійників, які бродили по країні в пошуках здобичі. За іншою версією, вона була страчена польськими вояками, як невістка ненависного їм Богдана Хмельницького.
У 1691 році гарнізон Нямецької фортеці відбив чотириденний атаку польської армії на чолі з королем Яном Собеський. Польська армія зазнала важких втрат, були вбиті командувач артилерією і 50 солдатів. Щоб увійти до фортеці, ад'ютанти польського короля виготовили підроблений лист від імені господаря Константина Кантемира, у якому він нібито наказує гарнізону відкрити ворота завойовникам. Лист було закріплено за господарською печаткою, яку поставив молдавський писар, що долучився до поляків. Солдати підкорилися наказу, який, як вони вважали, був відданий господарем, але висунули умову, що їх відпустять на свободу. Собецький погодився, але був вражений тим, що з воріт фортеці вийшли тільки 6 солдатів, які несли на плечах ще трьох поранених. Побачивши такий невеликої групи захисників, польський король розгнівався і наказав їх вбити. Втрутився гетьман Яблоновський, який нагадав королю про дане ним слово і про повагу до таких хоробрих воїнів.
Заходи щодо зміцнення фортеці були зроблені Михаїлом Раковіце в 1716 році, коли був очищений і колодязь у внутрішньому дворі, але фортеця перестала грати оборонну роль, оскільки в 1718 році турки наказали знести її. Фортеця залишилася занедбаною, повільно руйнувалася місцевими жителями, які використовували камінь в будівництві. З XIX століття робилися спроби збереження історичних пам'яток. У 1834 році Департамент внутрішніх справ Молдови заборонив забирати камінь з фортеці, а в 1866 році оголосив Нямецьку фортецю історичним пам'ятником.
У 1939—1942 і 1953—1954 роках тут проводилися археологічні розкопки і дослідження, а протягом 1962—1970 років фортеця була укріплена і частково відновлена, щоб її можна було включити до туристичних маршрутів. Роботи з укріплення фортечних стін були проведені в 1992 році в рамках програми ЮНЕСКО з реставрації та реконструкції історичних пам'яток.

## Опис

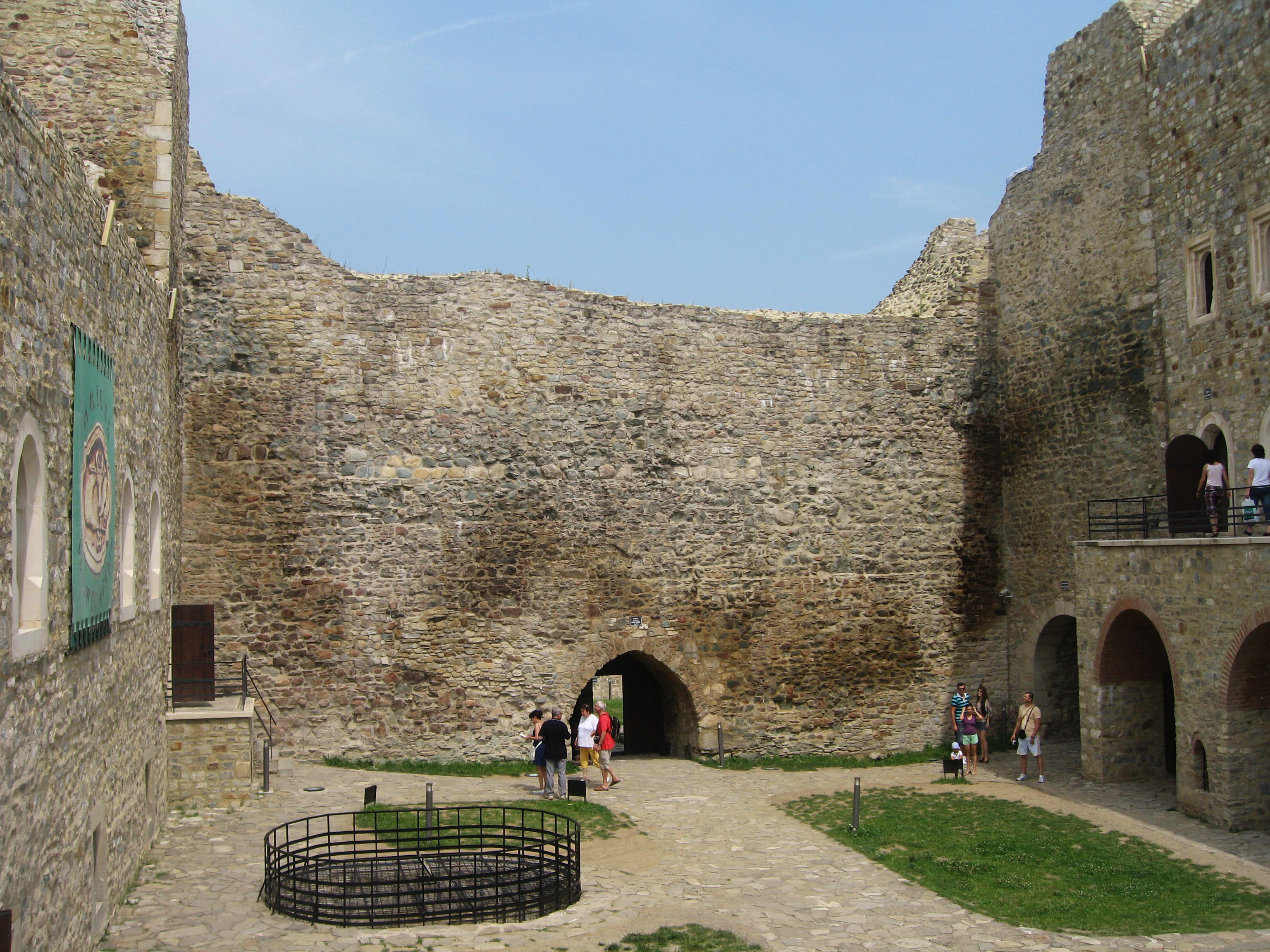
Внутрішній двір

Старі стіни Нямецької фортеці і сьогодні вражають своєю величчю і історією, повної слави і легенд. Будівництво фортеці було проведено в два етапи. На першому етапі, під час правління Петра I Мушата, був зведений центральний кам'яний форт, майже квадратної форми, із ступінчастим фундаментом відповідним рельєфу, на якому височать зубчасті стіни товщиною 2-3 м і висотою 12 м, з чотирма гарматами по кутах. Зовні стіни підтримувалися потужними і значними 15 контрфорсами.
Всередині були споруджені стіни, які підвищували оборонну здатність фортеці. У дворі розташовується колодязь, який досягає зони фреатичних вод. Стіни форту, збудованого Петром Мушатом, добре збереглися до наших днів.
Другий етап будівництва фортеці відноситься до часу правління Штефана Великого (1457—1504). Зовнішній двір, площею близько 800 квадратних метрів, був оточений новим кільцем стін з чотирма напівкруглими бастіонами, які могли витримати облогу артилерії.
Були підняті до 20 метрів і стіни старого форту. Навколо фортеці був викопаний новий оборонний рів завглибшки 10 м і завдовжки 25 м, через який прокладено арочний міст на 11 кам'яних стовпах (в даний час відновлено), за яким можна було дійти до центральних воріт фортеці.
Частина моста між останнім стовпом і зовнішньою стіною фортеці піднімається, ізолюючи фортецю від іншої частини моста. Ворота в фортецю закривалися підйомним мостом, який приводився в рух за допомогою ланцюгів.
Також в цей період були побудовані будівлі у внутрішньому дворі, з господарськими будинками уздовж одного боку, покоями для господаря на іншій стороні, церквою, складами для продовольства і боєприпасів, житлом і майстернями для ремісників.
Будівельні матеріали в обидва періоди добувалися в околицях: пісковик, зелений сланець, валуни, гравій, пісок. Використаний розчин скріплював ідеально, і через 600 років виявився стійкішим, ніж камінь. Спосіб його приготування невідомий, але було виявлено, що в його склад входять вапно, пісок, щебінь, подрібнена цегла і вугілля (деревне вугілля).

## Галерея

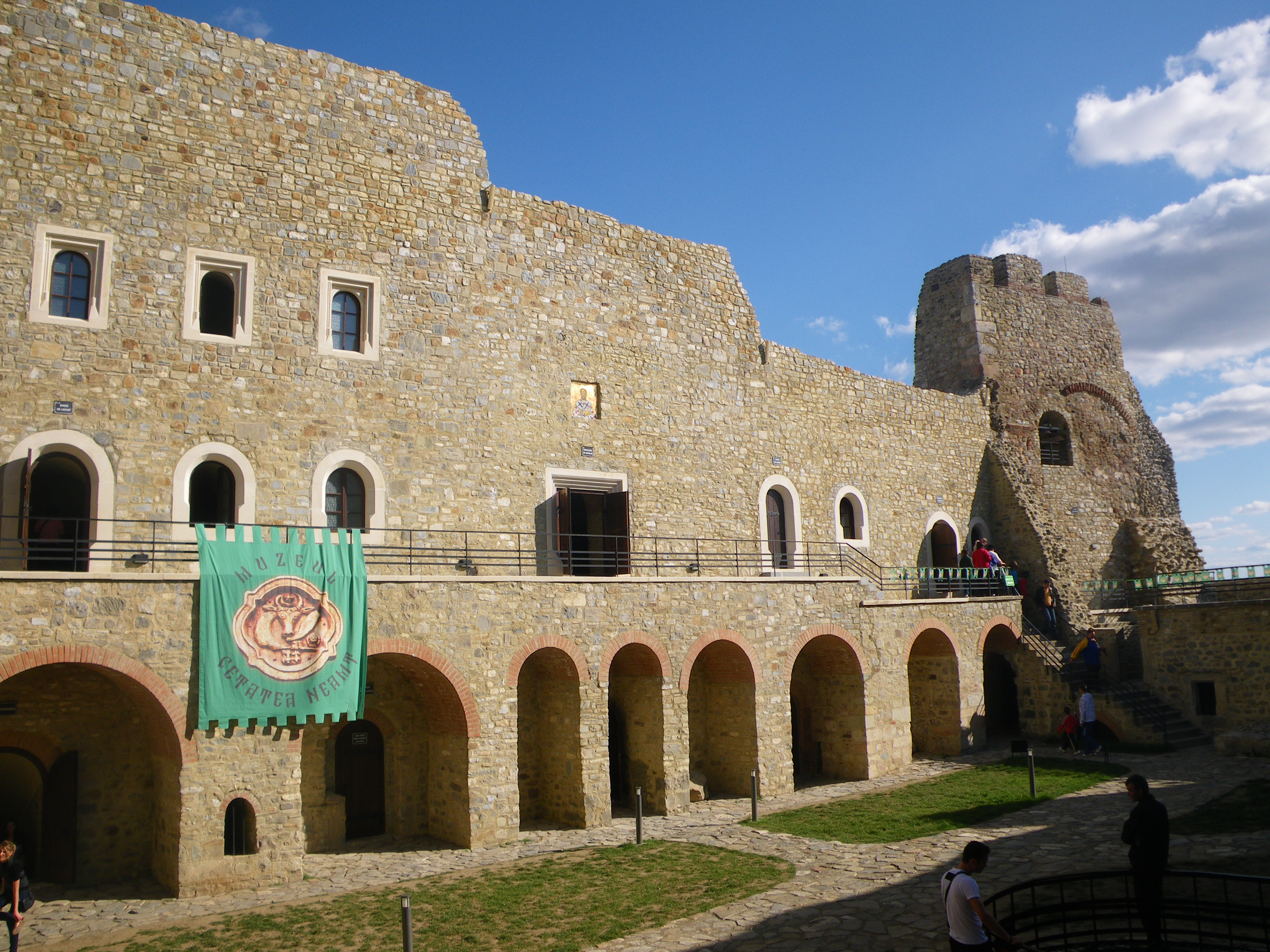
Внутрішній вид
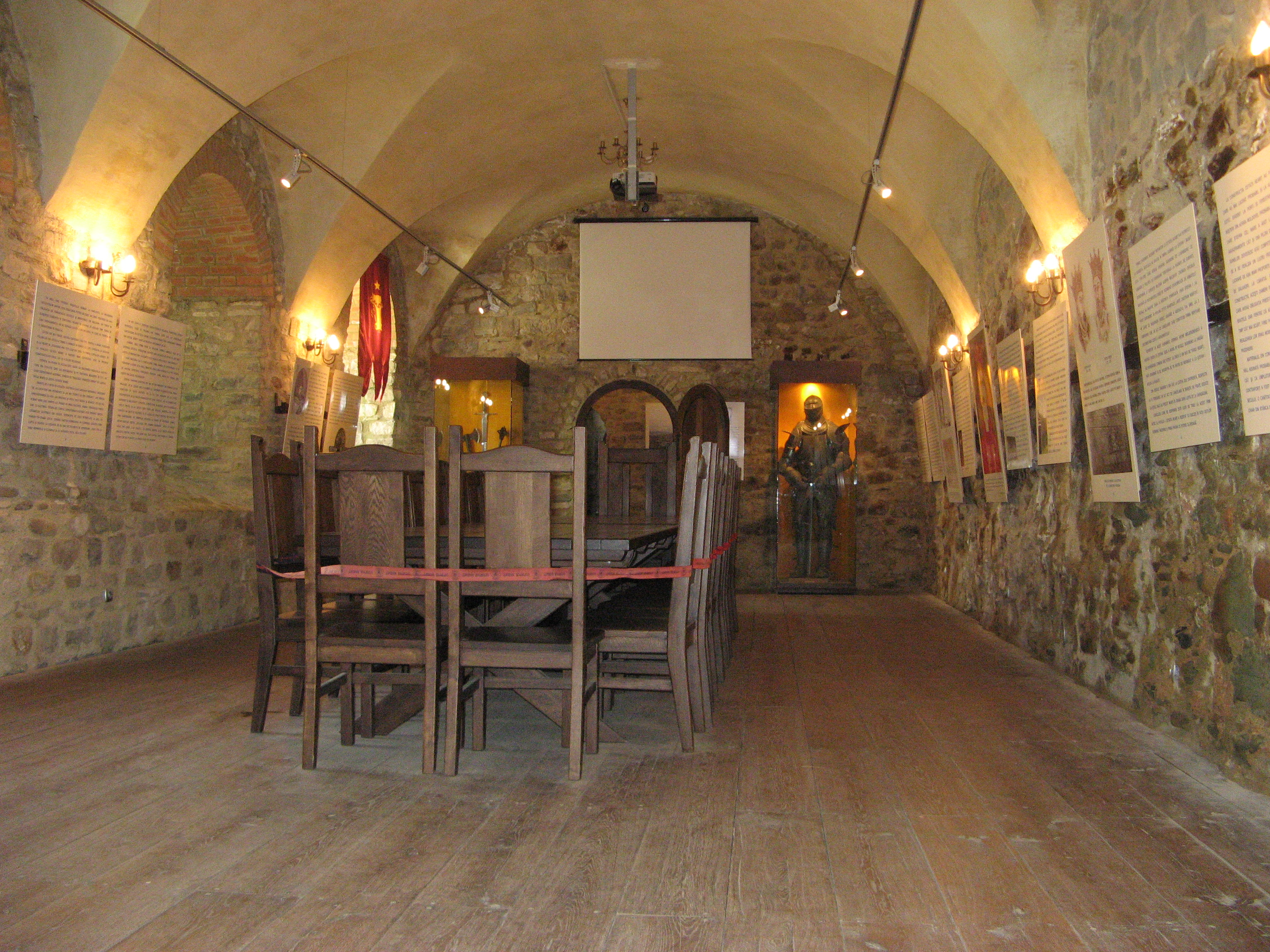
Інтер'єр фортеці
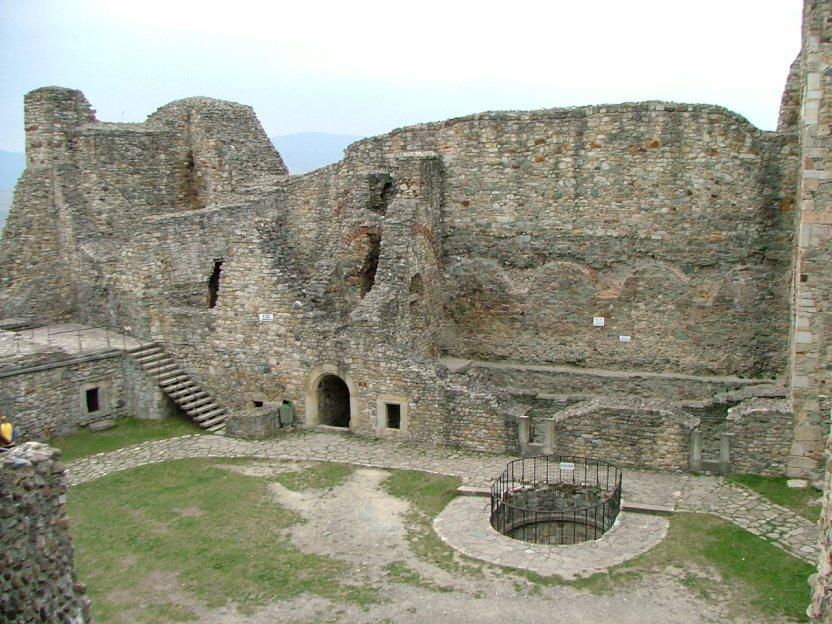
Західна стіна
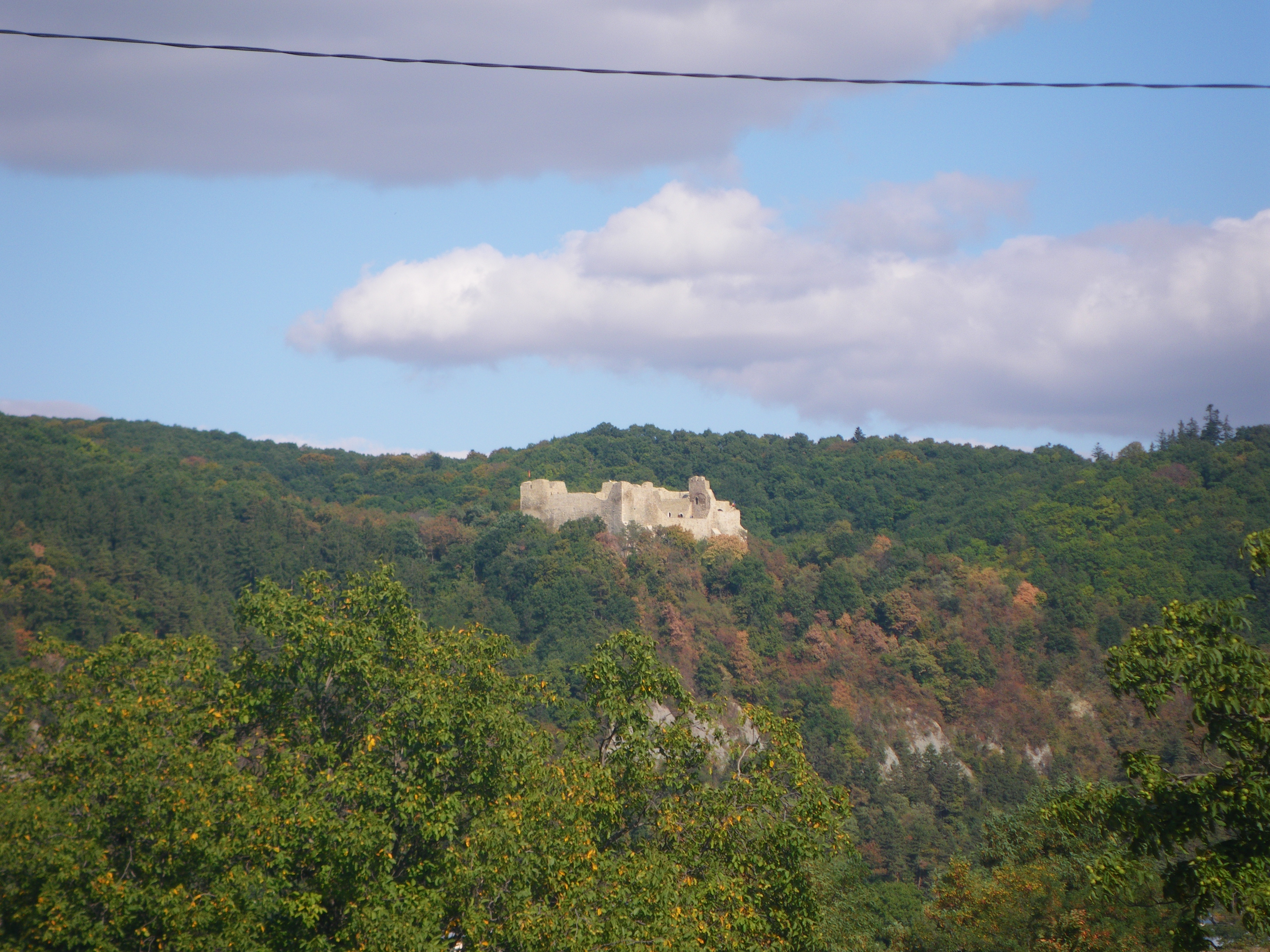
Вид на фортецю з далеку
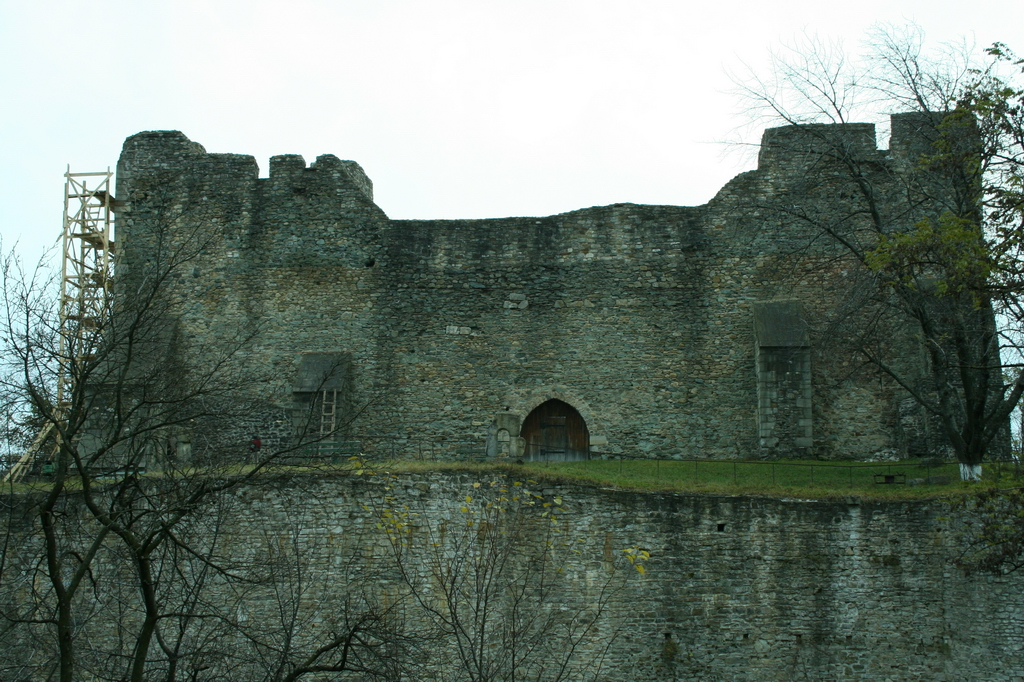
Нямц Цитадель
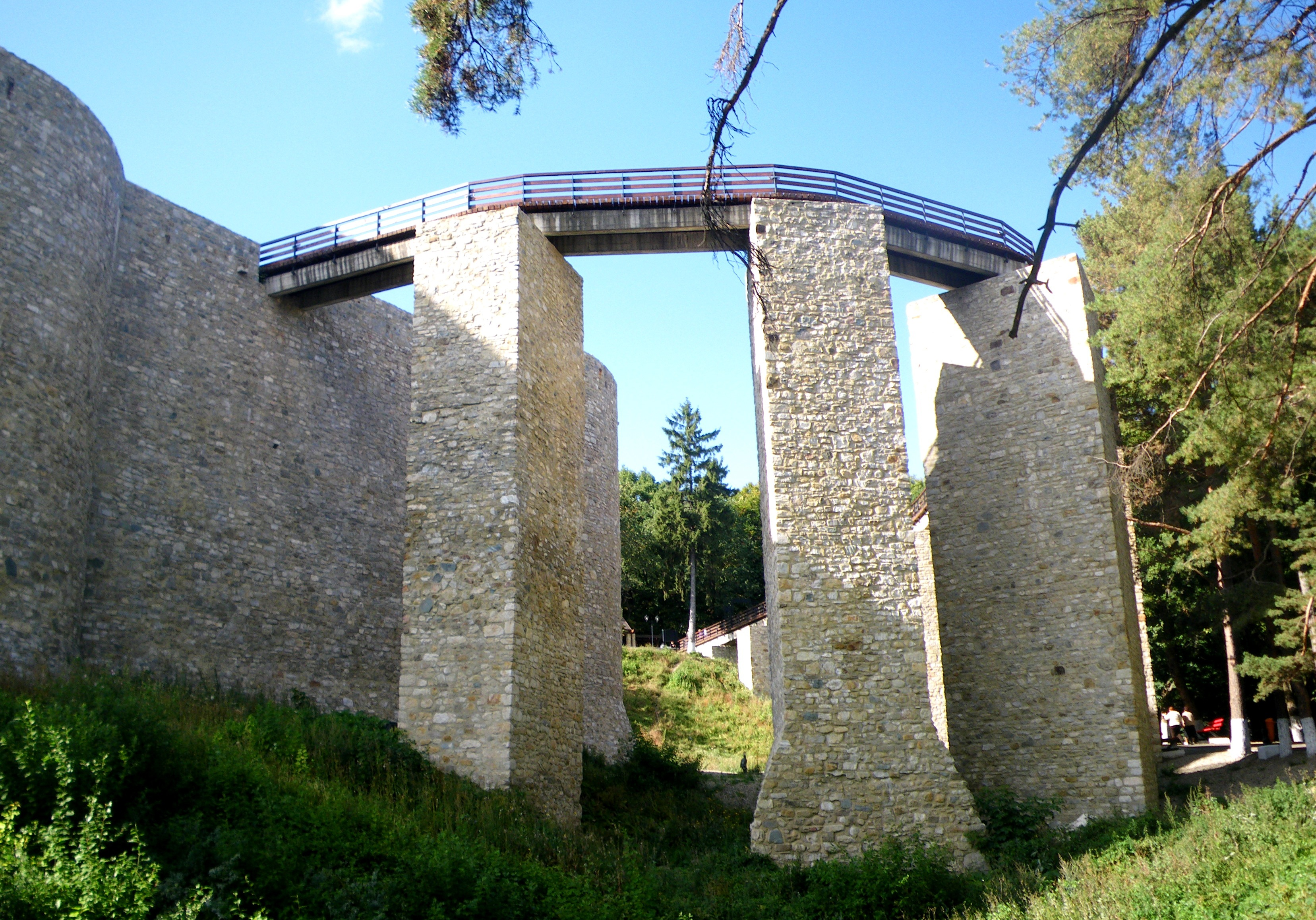
Фортечний міст
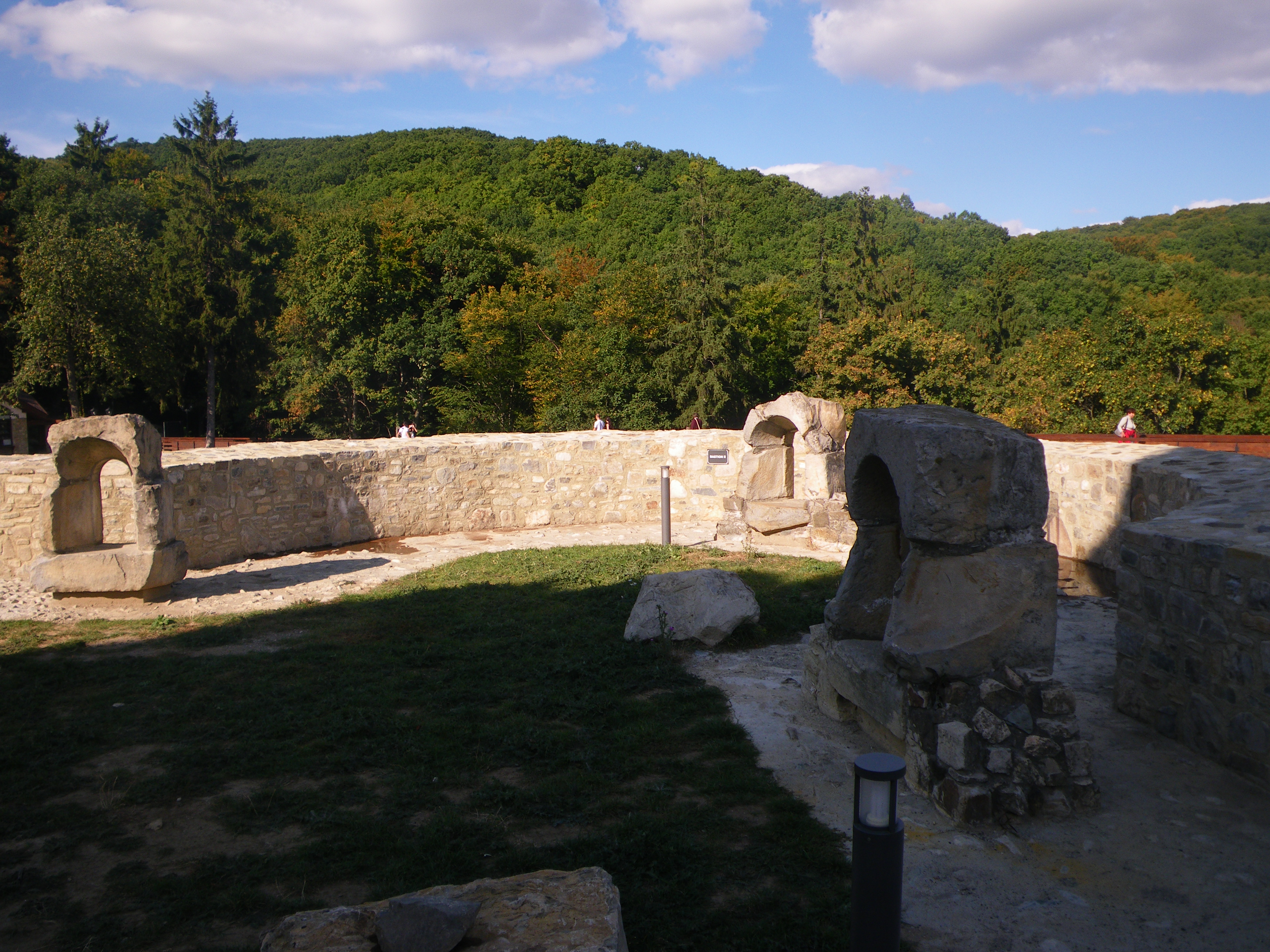
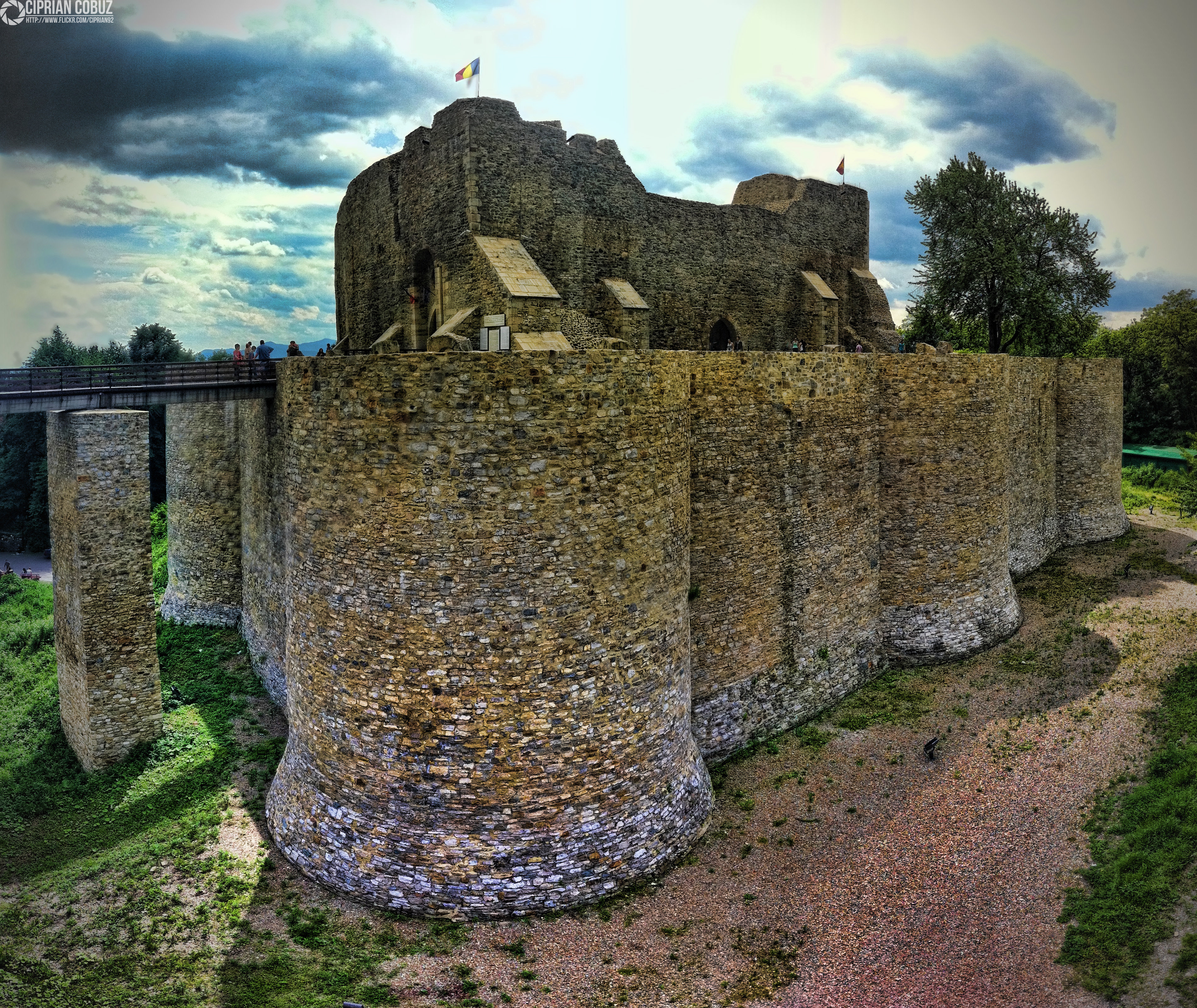
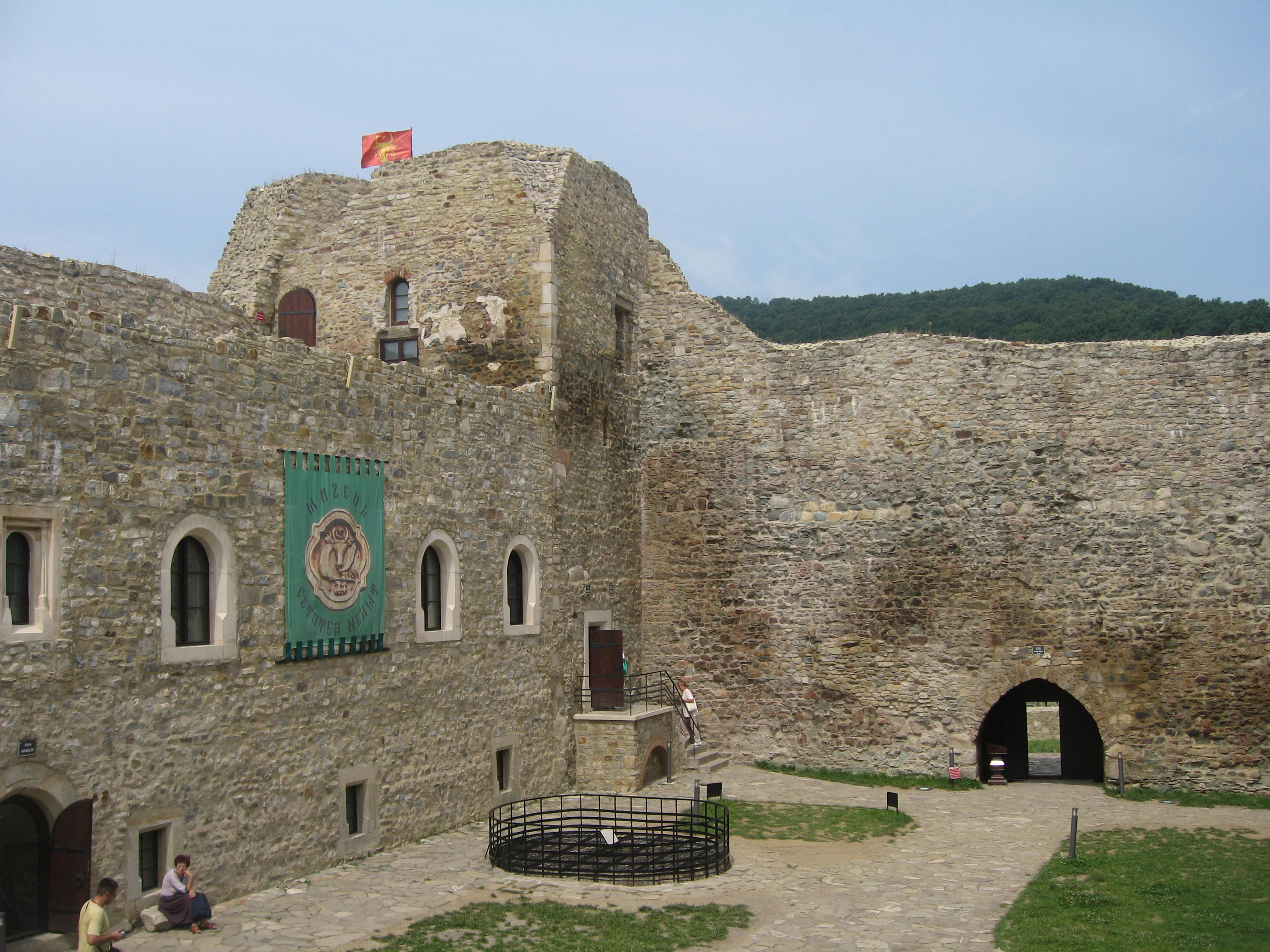
Внутрішній двір
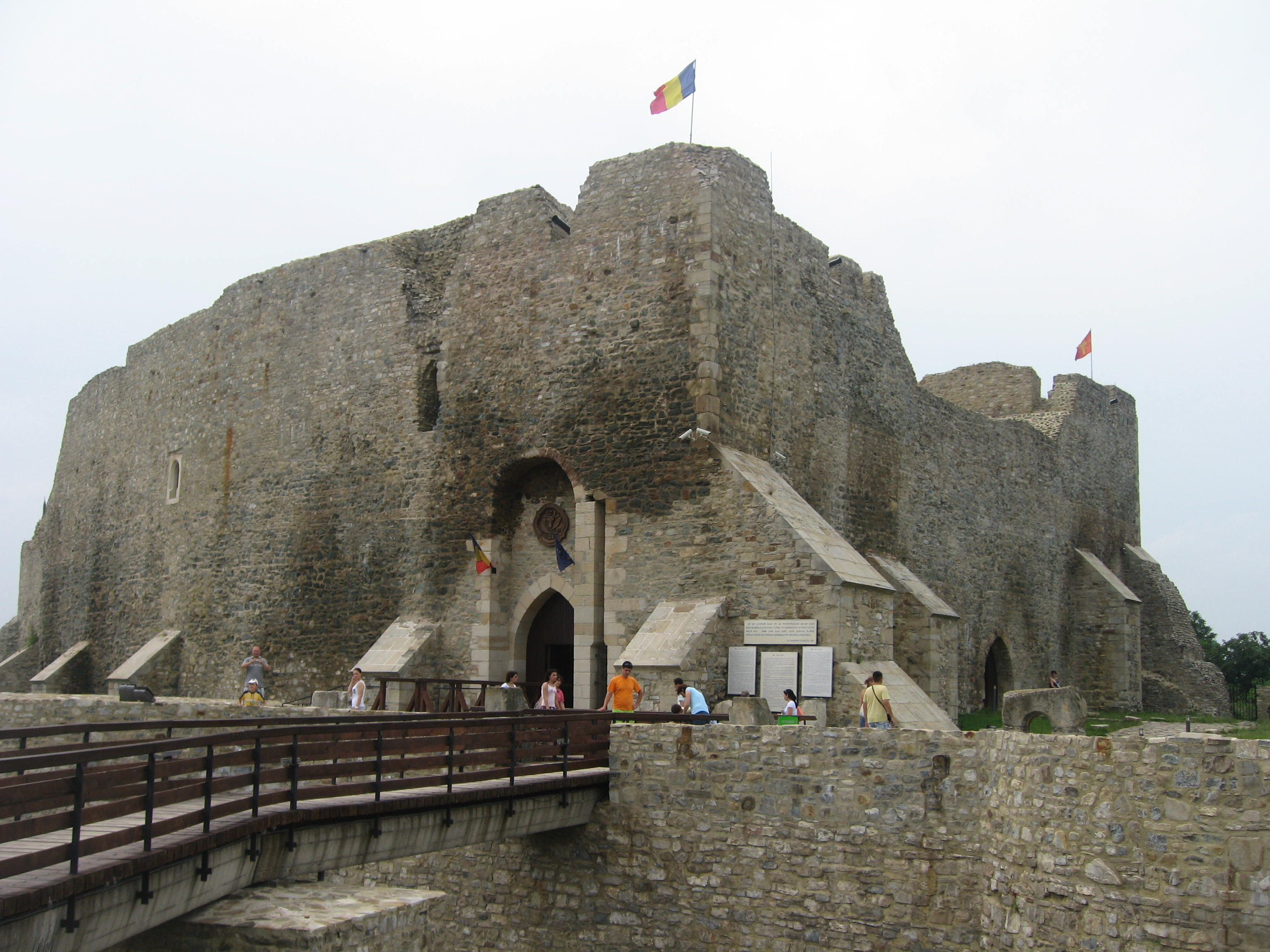